# 峰尾賢人
峰尾 賢人（みねお けんと、1990年7月10日 - ）は、日本の脚本家。

## 略歴
東京芸術大学大学院映像研究科卒業
。実話を題材にしたシリアスな題材から、エンターテイメント色の強い作品まで幅広く携わっている。

## 作品

### 脚本作品
- NHKスペシャル「ドラマ　星影のワルツ」
- 初恋の悪魔ー４人はリビングで推理するー
- めざましドラマ「めぐる。」FOD版３話〜６話
- 潜入捜査官　松下洸平
- 映画「BADBOYS -THE MOVIE-」

### その他
- 連続テレビ小説　エール（リサーチ）
- とんかつDJアゲ太郎(プロット協力)
- 約束のネバーランド(プロット協力)
- Living第1話（脚本協力）
- キャラクター（脚本協力）

## 受賞
- 『NHKスペシャル「ドラマ　星影のワルツ」』
  - 2021年NHK放送総局特賞
  - Asian Academy Creative Awards National Winner 2021